# Kuchyňa
Kuchyňa (del húngaro: Konyha) es un municipio en el distrito de Malacky en la región de Bratislava de Eslovaquia. En las cercanías del municipio se encuentran las ruinas de un castillo que lleva el nombre del municipio.
La Fuerza Aérea de los EE. UU. utiliza la base aérea en Kuchyna con fines de capacitación. La base se encuentra aproximadamente a dieciocho kilómetros al este de la ciudad de Malacky.

## Demografía
| Año        | 1994 | 2004    | 2014    | 2024    |
| ---------- | ---- | ------- | ------- | ------- |
| Población  | 1581 | 1626    | 1691    | 1798    |
| Diferencia |      | +2,84 % | +3,99 % | +6,32 % |

| Año        | 2023 | 2024 |
| ---------- | ---- | ---- |
| Población  | 1798 | 1798 |
| Diferencia |      | +0 % |